# Caprice (Algérie)
Pour les articles homonymes, voir Caprice.
La Société des produits de sucre Caprice est une entreprise algérienne privée fondée en 1965. Elle produit des confiseries.

## Historique
Fondée en 1965 à Aïn Benian, elle produit initialement du caramel mou, qui est lancé la même année, puis saveur toffee, puis par la suite aussi des bonbons aux fruits, ou encore des chewing-gum. 
Dernièrement, elle produit aussi du liquide pour crêpes.